# Tornada a la realitat
Tornada a la realitat (francès: La Vie pour de vrai) és una pel·lícula de comèdia del 2023 escrita i dirigida per Dany Boon. És una coproducció entre França i Bèlgica. La pel·lícula és protagonitzada pel mateix Boon, Charlotte Gainsbourg i Kad Merad. Es va estrenar als cinemes el 19 d'abril de 2023 amb la distribució de Pathé. S'ha subtitulat al català.
El film va ser produït per Jérôme Seydoux, i coproduït per Pathé, 26 Db Productions i TF1 Films Production. El rodatge va començar el 16 de maig de 2022 i es va dur a terme entre Itàlia, Bèlgica i França.